# Claire Parsons
Claire Parsons (* 1993) ist eine luxemburgische Jazzmusikerin (Gesang, auch Piano, Komposition).

## Leben
Parsons wuchs in Kehlen als Kind britischer Eltern auf. Sie nahm bereits als junges Mädchen Klavierunterricht am Konservatorium der Stadt Luxemburg, später kam die Gitarre hinzu. Dann absolvierte sie ein Studium des Jazzgesangs. 2020 schloss sie ihr Master-Studium für Jazz-Gesang am Königlichen Konservatorium Brüssel bei David Linx und Diederik Wissels mit „Magna cum laude“ ab. 
Zu Parsons Gruppen gehören ein Duo mit dem Gitarristen Eran Har Even sowie ihr eigenes Quintett. 2020 erschien bei Double Moon Records ihr Debütalbum In Geometry mit ihrem Quintett. Weitere Projekte mit ihrer Mitwirkung sind Aishinka, Archipélagos, deLäb Orchästra und das Arthur Possing Trio.

## Preise und Auszeichnungen
2018 wurde Parsons in der Rockhal als „beste luxemburgische Nachwuchsmusikerin“ ausgezeichnet. 2019 wurde das Brüsseler Projekt Aishinka mit dem Ersten Preis Albert Michiels beim internationalen B-Jazz-Wettbewerb und 2020 mit dem ersten Preis bei den Jazz Maastricht Professional Awards ausgezeichnet.

## Diskografie (Auswahl)
- 2019: OnOff (EP, mit Eran Har Even)
- 2020: In Geometry (mit Eran Har Even, Jérôme Klein, Pol Belardi, Niels Engel)
- 2021: Il Labirinto dei Topi (mit Archipélagos)

## Filmografie (Auswahl)
- 2024: Marianengraben